# Береговая батарея № 35

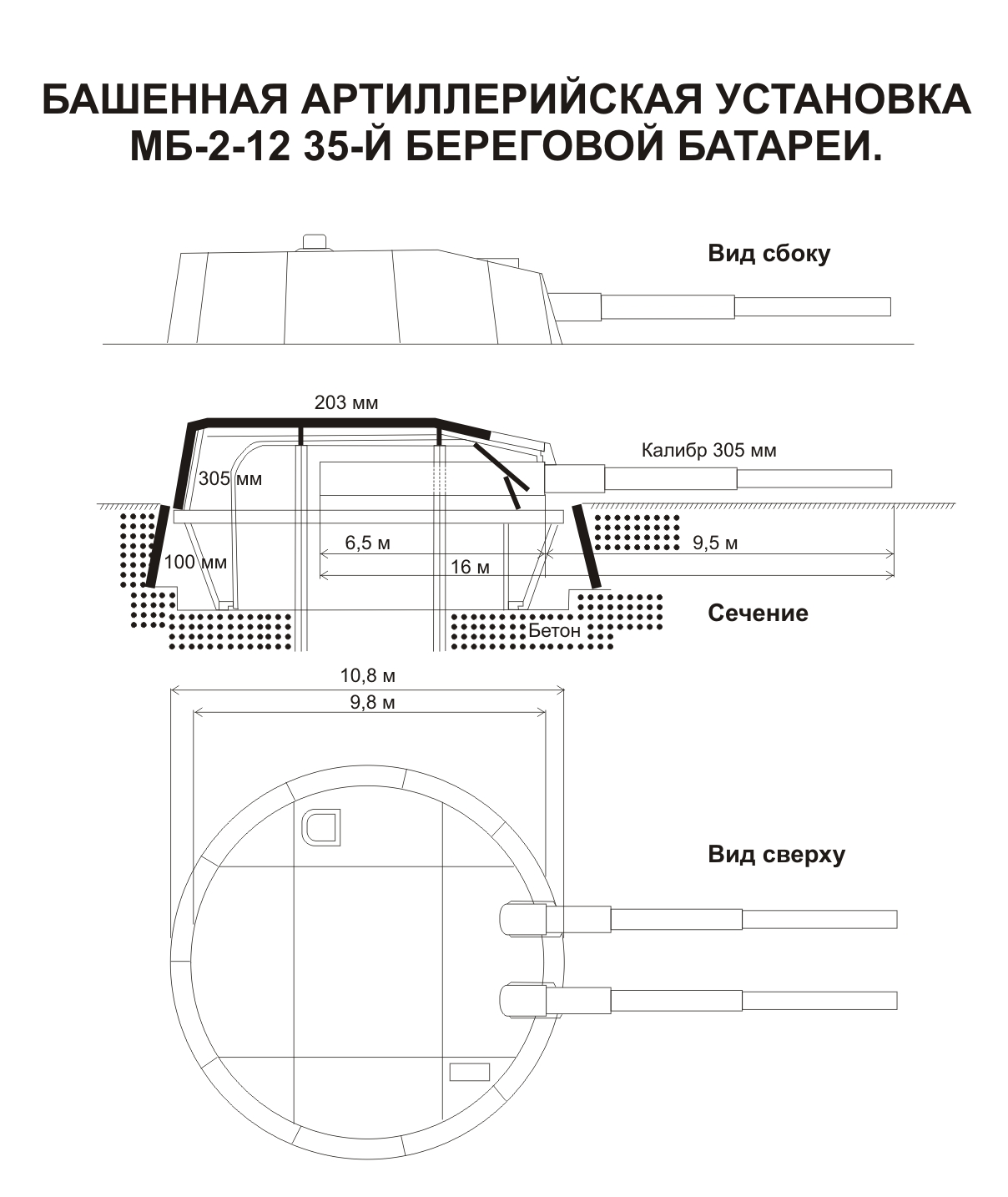
Схема башенной установки батареи № 35

Бронеба́шенная батаре́я № 35, или 35-я батарея (немецкое обозначение — «Maxim Gorki II»), — одно из наиболее мощных фортификационных артиллерийских сооружений береговой обороны (БО) Главной военно-морской базы Черноморского флота СССР, строительство которой было начато в начале XX века Российской империей для укрепления Севастополя как базы императорского Черноморского флота. Данный план был продолжен уже в советский период с 1920-х вплоть до начала Великой Отечественной войны в 1941 году.
Батарея № 35, несмотря на ряд злоключений, связанных с техническими неполадками орудий в Великой Отечественной войне, героически действовала на протяжении практически всей обороны Севастополя 1941—1942 годов.

## Местоположение
44°33′29″ с. ш. 33°24′25″ в. д.
Севастополь, Херсонесский полуостров, в 150 м от дороги влево при движении от Казачьей бухты в направлении на Херсонесский маяк.

## Обозначение и нумерация
- 1913 — Батарея № 25 береговой обороны Императорского ЧФ (в строй не введена);
- 1924 — Батарея № 8 крепости «Севастополь» (в достройке);
- октябрь 1925 — Батарея № 8 Крымского района БО Чёрного моря и крепости «Севастополь» (в достройке)[3][4];
- ноябрь 1926 — Отдельная батарея № 8 6-го крепостного артиллерийского полка БО Чёрного моря (в достройке)[4][5];
- ноябрь 1927 — Батарея № 35 1-го дивизиона 6-й крепостной артиллерийской бригады БО Морских сил Чёрного моря (вступила в строй осенью 1929 года)[4][5];
- 1941 — 35-я бронебашенная батарея 1-го отдельного артиллерийского дивизиона БО ГВМБ Черноморского флота;
- с 18.06.1942 до 04.12.1943 — 35-я бронебашенная батарея 1-го отдельного гвардейского артиллерийского дивизиона БО ГВМБ Черноморского флота;
- 04.12.1943 Приказом НК ВМФ Бронебашенная батарея № 35 была исключена из состава Военно-морского флота, как погибшая при выполнении боевых заданий;
- немецкое обозначение — «Fort Maxim Gorky II».

## Основные технические характеристики и устройство
35-я береговая батарея была вооружена двумя двухорудийными башенными установками МБ-2-12, выпущенными Ленинградским металлическим заводом (орудийные станки и часть механизмов — сняты из башен линкора «Полтава» Балтийского флота). Батарея состояла из двух орудийных блоков с железобетонными стенами в 2—3 метра толщиной. В этих массивах и были установлены орудийные башни. Внутри 1-й башни на двух этажах были расположены погреба для боеприпасов, помещения для бытовых и служебных надобностей. Внутри массива 2-й башни — силовая станция и центральный дальномерный пост с приборами управления стрельбой. Береговая батарея № 35 имела модернизированную (для того периода) противоударную и противохимическую систему защиты. Южнее в 2 км в целях маскировки была построена ложная 35-я ББ, помещения которой использовались для охранных и обслуживающих подразделений. Вокруг батареи находились долговременные огневые точки (ДОТы) и укрепления для стрелкового огня. Два командно-дальномерных поста располагались, соответственно, севернее в 450 м (правый КДП), и южнее в 200 м (левый КДП). Данные сооружения имели бронированные боевые рубки и открытые дворики для дальномеров. Такое расстояние между батареей и командно-дальномерными постами было обусловлено необходимостью точного целеуказания, так как при ведении огня и, соответственно, сильной вибрации могли возникать ошибки в расчётах. Башенные массивы и КДП соединялись подземными потернами (туннелеобразными проходами). Два аварийных выхода соединяли батарею с берегом моря.
Характеристики орудия:
- Калибр, мм: 305 мм
- Длина ствола, мм/калибров: 15850/52
- Масса ствола с затвором, кг: 50 600
- Масса снаряда, кг: 470,9 кг
- Начальная скорость снаряда, м/с: 853
- Принцип заряжания: раздельное
- Скорострельность, выстрелов в минуту: 2,2…3 выст./мин.

## Командиры батареи
| 1  | Штейнберг Генрих Владимирович | октябрь 1925 года — сентябрь 1927 года |
| 2  | Донец Емельян Петрович        | октябрь 1927 года — октябрь 1928 года  |
| 3  | Кабалюк Иван Филиппович       | декабрь 1928 года — август 1929 года   |
| 4  | Чухарев Николай Петрович      | август 1929 года — декабрь 1929 года   |
| 5  | Рулль Август Андреевич        | ноябрь 1930 года — декабрь 1931 года   |
| 6  | Моргунов Пётр Алексеевич      | декабрь 1931 года — октябрь 1933 года  |
| 7  | Рюмин Александр Александрович | октябрь 1933 года — февраль 1936 года  |
| 8  | Булыгин Степан Филиппович     | февраль 1936 года — февраль 1939 года  |
| 9  | Балан Николай Михайлович      | февраль 1939 года — ноябрь 1940 года   |
| 10 | Лещенко Алексей Яковлевич     | ноябрь 1940 года — июль 1942 года      |

30 июня 1942 года при выходе из строя командира батареи А. Я. Лещенко командование батареей принял  помощник командира батареи Адольф Самуилович Ротенберг, который непосредственно руководил обороной батареи с суши.
30 июня 1942 года при атаке противником 35-й батареи, последняя вела огонь до последнего выстрела и только благодаря точным залпам, атака на батарею 20 июня была отбита с большими потерями для противника. 30 июня 1942 года  в 16 часов при отражении атаки автоматчиков противника из орудий 35 батареи… был дан последний залп… Тов. Роттенберг лично осуществлял подрыв 35-й батареи и приведение механизмов в негодное состояние

## История

### Строительство
Решение о сооружении батареи было принято перед 1-й мировой войной. Проектировал береговую батарею военный инженер генерал Н. А. Буйницкий. В 1913 году на мысе Херсонес начинается строительство. Изначально батарея получила № 25. В 1918 году из-за политических событий работы были прекращены, а уже готовые к установке орудия, башенные установки и механизмы установлены в береговых укреплениях г. Ревель (современный Таллин). После окончания гражданской войны было принято решение строительство возобновить и военные инженеры В. В. Выставкин и Б. К. Соколов разработали соответствующий проект.
Работы продолжались в течение 1924—1927 годов. По окончании строительства батарея под командованием Г. В. Штейнберга вошла в состав 6-го крепостного артполка БО ЧМ с присвоенным номером 8. В 1927 году батарея вошла в состав 1-го дивизиона 6-й крепостной артиллерийской бригады под номером 35. В 1929 году береговую батарею посетила группа советских государственных и партийных деятелей во главе с И. В. Сталиным. Сопровождали советскую делегацию несколько высших офицеров германской армии во главе с генералом Бломбергом. На тот момент Германия являлась союзным государством, с которым наши военные делились опытом сооружения фортификационных объектов в СССР. В то же время просьбы военных делегаций Турции и Италии о посещении батареи были вежливо отклонены.

### Участие в обороне Севастополя
Первые боевые выстрелы 35-я ББ осуществила 7 ноября 1941 года, в начале обороны Севастополя. Целью стала немецкая 132-я пехотная дивизия, осуществлявшая наступление в направлении хутора Мекензи (ныне ж/д станция Мекензиевы горы). За два месяца артиллеристы произвели более 300 выстрелов каждым орудием, в то время как технологическая норма предусматривала 200, что привело к полному износу орудийных стволов. По этой причине 1 декабря 1941 года начались работы, имевшие целью замену орудийных стволов 1-й башни. Работы производились специалистами Артиллерийского ремонтного завода № 1127 (возглавлял бригаду С. И. Прокуда). Во время работ по замене в декабре 1941 года огонь вела только 2-я башня.
17 декабря 1941 года противник начал второй штурм города. 35-я ББ вела интенсивный обстрел позиций вермахта. Неожиданно раздался сильнейший взрыв. Как показало проведённое позже расследование — из-за преждевременного выстрела (пороховой заряд воспламенился, когда затвор орудия был закрыт не полностью). 2-я башня взорвалась и была выведена из строя. Около 40 человек орудийной команды погибли. В настоящее время на территории Музейного историко-мемориального комплекса Героическим защитникам Севастополя «35 береговая батарея» находится установленный им памятник. 2-я бронебашня была восстановлена в боевых условиях всего за 2,5 месяца. Восстановительные работы и замену стволов провели рабочие Севастопольского Морского завода имени С. Орджоникидзе.
За решающий вклад в дело героической обороны Севастополя Приказом НК ВМФ № 138 от 18 июня 1942 года 1-му отдельному артиллерийскому дивизиону Береговой обороны Черноморского флота, в состав которого на тот период входила 35-я бронебашенная батарея, было присвоено гвардейское звание.

В июне 1942 года 35-я ББ вела массированный огонь по германским войскам. После того как оказалась в окружении и была взорвана 30-я береговая батарея, 35-я ББ оставалась единственным резервом тяжёлой артиллерии Севастопольского Оборонительного Района (СОР). Противник наносил по её территории мощные авиационные удары. Один из налётов 23 июня 1942 года стал причиной выхода из строя 1-й бронебашни. В конце июня 35-я ББ стала местом дислокации командных пунктов Приморской армии и СОР. 30 июня командующий СОР вице-адмирал Ф. С. Октябрьский отправил в адрес Народного комиссара ВМФ шифрограмму: 
Противник прорвался с Северной стороны на Корабельную сторону. Боевые действия протекали в характере уличных боёв. Оставшиеся войска устали (дрогнули), хотя большинство продолжает героически драться. Противник усилил нажим авиацией, танками. Учитывая сильное снижение огневой мощи, надо считать, в таком положении мы продержимся максимум 2—3 дня. Исходя из данной конкретной обстановки, прошу Вас разрешить мне в ночь с 30 июня на 1 июля вывезти самолётами 200—500 человек ответственных работников, командиров на Кавказ, а также, если удастся, самому покинуть Севастополь, оставив здесь своего заместителя генерал-майора Петрова.
 Разрешение на эвакуацию командного состава было получено.

30 июня 1942 парашютная группа особого назначения ВВС ЧФ под командованием старшего лейтенанта Валериана Константиновича Квариани прибыла на 35-ю береговую батарею и здесь была переименована в «Группу особого назначения ЧФ» («Группа 017»). Её численность была доведена до роты за счёт личного состава 35-й батареи и нескольких охранных подразделений.

На группу особого назначения были возложены охранные и комендантские обязанности внутри батареи и на Херсонесском аэродроме. А после последнего заседания Военного Совета флота и Приморской армии 30 июня 1942 года, принявшего решение о своём убытии на Северный Кавказ посредством самолётов и подводных лодок, перед группой была поставлена задача по охране и сопровождению командиров и ответственных лиц на рейдовый причал с посадочными талонами на подводные лодки, также осуществлять охрану Херсонесского аэродрома во время прилётов транспортных самолётов и обеспечивать соблюдения порядка при посадке по посадочным талонам, в условиях нахождения там неуправляемой многотысячной вооружённой массы военных и гражданских лиц.

После завершения эвакуации командования СОР, в течение дня 1 июля 1942 года произошло разделение парашютистов-спецназовцев на примерно две равных части. Одна группа, оставшись на мысе Херсонес, приняла участие в проходивших там завершающих боях за Севастополь. Другая группа, достав шлюпки и погрузив туда провизию, воду и боеприпасы, ушла в открытое море в направлении северокавказского побережья.

Начались атаки самолётов. Моторы катеров перегревались и часто глохли, так как катера были перегружены. По свидетельству командира группы 017 старшего лейтенанта В. К. Квариани, членов группы старшины А. Н. Крыгина, Н. Монастырского, сержанта П. Судака, самолёты противника, заходя со стороны солнца, стали их бомбить и обстреливать из пулемётов по выбору.
После последнего заседания Военных советов СОР и Приморской армии Ф. С. Октябрьский (в других источниках — генерал-майор Моргунов) приказал командиру батареи А. Я. Лещенко организовать прикрытие эвакуации и после израсходования боезапаса взорвать орудия и механизмы. 1 июля 2-я башня произвела обстрел практическими (для учебной стрельбы) снарядами немецкой 72-й пехотной дивизии, атакующей в районе мыса Фиолент, так как боевые на тот момент уже закончились. Последний раз батарея нанесла удар в упор шрапнелью по врагу в район Камышовой балки. В ночь с 1 на 2 июля были подорваны обе башни и силовая станция. Потерны и большинство помещений орудийных блоков не были разрушены и вплоть до 12 июля 1942 года продолжали служить укрытием для последних сопротивлявшихся защитников Севастополя.
Приказом Народного комиссара ВМФ от 4 декабря 1943 года башенная батарея № 35 была исключена из состава Военно-морского флота, как погибшая при выполнении боевых заданий.

## Послевоенная судьба батареи
В послевоенный период 35-я береговая батарея не восстанавливалась, однако часть её сооружений (правое крыло блока 2-й башни и правый командный пост) использовались установленной в 1945 году на мысе Херсонес 130-мм береговой батареей № 723 (разоружена в 1960 году).
В 1987 году в правом командном пункте 35-й ББ и его 450-метровой потерне была оборудована стационарная интерферометрическая станция Симферопольского государственного университета имени М. В. Фрунзе, которая действует  до сих пор.
С 2007 года на территории батареи находится музейный историко-мемориальный комплекс «35-я береговая батарея».